# Antti-Jussi Kemppainen
Antti-Jussi Kemppainen, (né le 21 juillet 1989 à Kuusamo), est un skieur acrobatique finlandais spécialiste du half-pipe et de slopestyle. 

## Palmarès

### Jeux olympiques
| Édition/Discipline | half-pipe |
| JO 2014 à Sotchi   | 8e        |

### Championnats du monde
| Édition/Discipline             | half-pipe | slopestyle |
| Mondiaux 2009 à Inawashiro     | 7e        | -          |
| Mondiaux 2011 à Deer Valley    | -         | 17e        |
| Mondiaux 2013 à Voss-Myrkdalen | 5e        | -          |

### Coupe du monde
- Meilleur classement général : 35e en 2013.
- Meilleur classement en half-pipe : 2e en 2007.
- 4 podiums dont 1 victoire.
- Détail des victoires : le 17 août 2013 à Cardrona.